# Abgedreht!
Abgedreht! französischer Titel: Personne ne bouge (zu dt. Keiner rührt sich) war eine deutsch-französische Fernsehsendung, die vom 8. Januar 2012 bis 6. Juli 2018 jeden Sonntagmittag auf arte ausgestrahlt wurde. Das Magazin, aus dem Off von Philippe Collin und Fréderic Bonnaud moderiert, behandelte in einer humoristischen und schrägen Art und Weise Themen der Pop-Kultur.

## Format und Rubriken

### Format
Das ursprüngliche Format hatte als Grundidee die Neu-Synchronisierung der Tonspur eines Hollywood-Films als „Roten Faden“ der wöchentlichen Sendung, die ausschließlich aus dem Off von den damalig drei Chefredakteuren moderiert wurde. Die frei erfundene Neu-Synchronisierung erlaubte den Figuren des Films, die verschiedenen Rubriken der Sendung anzukündigen. Das Format wurde mehrfach modernisiert und die Sendezeit jeweils am Sonntagmittag auf 45 Minuten verlängert. Das nun retro-moderne Magazin widmete sich unterschiedlichen Themen und Personen aus Kunst, Kult und Kultur.

### Rubriken
- Die Story ist eine Minidokumentation, die Filmausschnitte, Interviews und Archivbilder miteinander verbindet (zur Laufbahn von Filmemachern, Werken eines Autors und kulturellen Phänomenen)
- Der Audioguide bietet den Besuch einer Ausstellung, eines Museums oder einer Sehenswürdigkeit mit Führung.
- Der Diavortrag ist eine Fotoreportage über einen zeitgeschichtlich-relevanten aber wenig bekannten Ort.
- Das liest doch kein Schwein! bietet eine kurze Zusammenfassung eines Klassikers der Literatur.
- Say cheese fragt bekannte Persönlichkeiten nach einem Kinderfoto und stellt dieses einer Aufnahme in derselben Pose, Deko, Stimmung und Zusammensetzung wie damals, gegenüber.
- Es war einmal im Jahr ist eine Reise auf den Spuren eines Kult-Clips und des historischen, sportlichen oder gesellschaftlichen Kontextes, des Jahres der Veröffentlichung.
- Clipomania präsentiert einen Pop-Clip, dechiffriert durch die Musikkritik Gérard Leforts.
- Früher war alles besser erzählt die Abenteuer des Alexandre Chevalier, eines französischen Journalisten aus dem Jahr 1950, der in unsere Zeit geschickt wurde, um über die Moderne zu berichten.
- Kult beschäftigt sich meist mit Filmen die heutzutage zu den Klassikern gehören.
- Die Rare Perle stöbert in ungewöhnlichen Archiven nach großen Momenten des Fernsehens.
- Skandal! ruft kulturelle Ereignisse in Erinnerung, die in der Vergangenheit für einen Skandal gesorgt haben.
- Super Cocktail ist eine schräge Rubrik, die uns die unverzichtbaren Zutaten liefert, um einer bestimmten Persönlichkeit zu ähneln.
- Clip ab! zeigt Musikvideos die zum Thema passen.
- In Schlussklappe wendet Abgedreht! einen etwas anderen Blick auf berühmte Filmszenen, die nachgedreht wurden.
- Dresscode ist eine abgefahrene Rubrik, die Modetipps für alle Alltagssituationen gibt, um in jeder Situation das Beste aus seinem Kleiderschrank herauszuholen.